# Wicked (musical)
Wicked è un musical di Broadway del 2003 composto da Stephen Schwartz (musiche e testi) con libretto di Winnie Holzman.
È basato sul romanzo Strega - Cronache dal Regno di Oz in rivolta (Wicked: The Life and Times of the Wicked Witch of the West) di Gregory Maguire, a sua volta una rivisitazione de Il meraviglioso mago di Oz di L. Frank Baum con numerosi riferimenti all'adattamento cinematografico del 1939. È il 5º musical che più a lungo è stato rappresentato a Broadway e il 28º più a lungo rappresentato nella storia del teatro.
Wicked racconta la storia di Elphaba, la futura Malvagia Strega dell'Ovest, ed il suo rapporto con Galinda, più tardi Glinda, la Strega Buona del Sud. La loro amicizia deve fare i conti con le loro diverse personalità e i diversi punti di vista, la stessa rivalità in amore, le reazioni al governo corrotto del Mago di Oz, e per ultimo la fine pubblica di Elphaba. La storia si svolge prima e durante l'arrivo di Dorothy dal Kansas e contiene molti riferimenti a scene famose e dialoghi del film del 1939 Il Mago di Oz.

## Trama

### Atto I
Il paese di Oz è in festa, la malvagia Strega dell'Ovest è morta. Glinda, la strega buona del Sud, giunge nel paese dell'Ovest per rassicurarli dell'avvenuto decesso (No One Mourns the Wicked), ma incalzata dai cittadini confessa: conosceva personalmente la strega, ed era in realtà sua amica. Glinda inizia dunque il suo racconto della vera storia della strega dell'ovest, Elphaba, primogenita del governatore del paese dell'Est, nata con la pelle verde a causa di una relazione extraconiugale della madre con un amante, che le offrì, durante un incontro clandestino, il suo elisir di colore verde (No One Mourns the Wicked). Così Glinda torna con la mente ai tempi della scuola, al suo primo incontro con Elphaba e sua sorella minore Nessarose (costretta su una sedia a rotelle fin dalla nascita) all'Università di Shiz (Dear Old Shiz). Qui incontrano la Preside Morrible, che avendo notato il grande potenziale magico di Elphaba, la prende sotto la sua protezione e si offre di addestrarla personalmente all'uso della magia, con grande delusione di Glinda. Elphaba è esaltata dall'opportunità di avere un futuro radioso come assistente del Mago di Oz (The Wizard and I).
Glinda e Elphaba, a causa di un malinteso, si trovano costrette a dividere la stanza, e tra le due è subito attrito (What Is This Feeling?). Uno degli insegnanti di Elphaba e Glinda, il professor Dillamond, è un Animale (ovvero un animale senziente, in questo caso una capra). Purtroppo qualcosa di terribile sta accadendo. Qualcuno crede che gli Animali non siano altro che carne da macello e ha un diabolico piano per togliere loro qualsiasi diritto e privarli anche dell'uso della parola (Something Bad).
Le ragazze fanno poi la conoscenza del principe Fiyero, studente svogliato e superficiale, che chiede subito un appuntamento a Glinda, bella e popolare (Dancing Through Life), battendo sul tempo un ragazzo Munchkin di nome Boq, infatuato di lei. Boq, su consiglio della Glinda stessa, invita Nessarose, la sorella disabile di Elphaba, convinto che con la sua buona azione attirerà l'attenzione di Glinda. Gli studenti si ritrovano così a ballare all'Ozdust, dove Glinda gioca uno scherzo di cattivo gusto ad Elphaba, consigliandole di portare il ridicolo cappello a punta di sua nonna. Ma Glinda si pente dello scherzo quando scopre che Elphaba, per ringraziarla di aver combinato un appuntamento per la sorella, ha interceduto con Madame Morrible per farla entrare, con lei, nella classe di Stregoneria. Le due ragazze si riappacificano e Glinda promette di aiutare Elphaba a diventare popolare (Popular).
Durante una delle lezioni il professor Dillamond annuncia che agli Animali non è più consentito insegnare a Shiz, e viene portato via. Elphaba è indignata e scatena i suoi poteri, liberando così anche il cucciolo di leone usato per dimostrare alla classe che gli animali in gabbia non imparano a parlare. Fiyero è stranamente affascinato da Elphaba e decide di aiutarla a liberare il leoncino. Tra i due sta nascendo qualcosa, ma Elphaba sa che è Glinda la ragazza perfetta per Fiyero (I'm not that Girl). Grazie ai suoi straordinari poteri, Elphaba viene convocata dal Mago di Oz nella sua Città di Smeraldo, e porta con sé la sua amica Glinda (One Short Day). Le due incontrano il Mago (A Sentimental Man), ma scoprono presto che in realtà non possiede alcun potere e vuole sfruttare quelli di Elphaba per i suoi loschi scopi: infatti, Elphaba enuncia un incantesimo che fa crescere le ali alle scimmie intrappolate dal Mago, che egli intende usare come spie. Elphaba si ribella e scappa con il libro di incantesimi, decisa a contrastarlo in ogni modo. D'ora in poi verrà ingiustamente accusata di essere pericolosa e crudele, il nemico pubblico numero uno. Glinda, invece, decide di restare e di lavorare per il Mago (Defying Gravity).

### Atto II
Tempo dopo, Elphaba è ormai una fuggitiva conosciuta come la "Malvagia Strega dell'Ovest", Madame Morrible è la portavoce ufficiale del Mago e Fiyero è il nuovo capo delle guardie incaricato di stanare la strega, fidanzato con Glinda, totalmente assorbita dal suo ruolo di beniamina del popolo (Thank Goodness).
Elphaba nel frattempo cerca aiuto da sua sorella Nessa, che dopo la morte del padre è diventata governatrice del Paese dell'Est. Viene chiamata dal popolo la "malvagia Strega dell'Est" a causa dello stato di prigionia con cui tiene segregato Boq, di cui lei è ossessivamente innamorata. Elphaba non trova nulla se non altre accuse e recriminazioni. La sorella, infatti, la accusa ingiustamente di non aver mai mosso un dito per aiutarla. Elphaba incanta così le scarpette d'argento della sorella, permettendole di prendere l'uso delle gambe. Boq decide così di tornare da Glinda, ma Nessarose sottrae il Libro di incantesimi di Elphaba e tenta di ucciderlo, pentendosene (The Wicked Witch of the East). Elphaba riesce a salvarlo solo trasformandolo in un uomo di latta, e quando Nessarose lo sveglia, fa cadere tutta la colpa su Elphaba. Ella corre dunque alla Città di Smeraldo per liberare le scimmie volanti.
In città è in corso il ballo di fidanzamento di Glinda e Fiyero. Qui Oz la sorprende e tenta di convincerla ad abbracciare la sua causa, adulandola con false promesse di gloria (Wonderful). Elphaba in un primo momento accetta, riuscendo a liberare le scimmie, per poi scoprire con orrore che il professor Dillamond è sempre stato in custodia del mago, ed è ormai incapace di parlare. L'arrivo di Fiyero e Glinda complica le cose. Con sommo stupore di Glinda, Fiyero decide di scappare con Elphaba, e i due si rifugiano in una foresta per dichiararsi finalmente amore (As Long as You're Mine). Oz e Madame Morrible architettano un piano malvagio per catturare Elphaba. La Morrible provoca un ciclone che porta dentro di sé una casa dal Kansas. Elphaba sente che sua sorella è in pericolo, così Fiyero la lascia correre in suo aiuto, consigliandole di usare il castello abbandonato di Kiamo Ko nel paese dell'Ovest come rifugio se dovesse rendersi necessario. Elphaba arriva troppo tardi, e scopre con suo grande dolore che la casa è precipitata su Nessa, uccidendola. Arrivata sul posto scopre che Glinda ha regalato a Dorothy, la bambina arrivata con la casa volante, le scarpette di argento appartenute a Nessa. Glinda e Elphaba hanno uno scontro acceso, ma vengono interrotte dalle guardie di Oz accorse a catturare la Strega Malvagia. Fiyero arriva in tempo per far fuggire Elphaba, ma viene arrestato e portato via.
Giunta al castello di Kiamo Ko, per evitare che il suo amato soffra o venga ucciso, Elphaba lancia un incantesimo per proteggerlo, ripromettendosi di non commettere mai più una buona azione. Finora non le hanno causato altro che dolore e portato a disastri, quindi accetta pienamente il titolo di "Strega Malvagia" che le è stato affibbiato (No Good Deed). Intanto gli abitanti di Oz, incitati da Madame Morrible, partono per assediare il castello della Strega Malvagia (March of the Witch Hunters). Glinda corre ad avvertirla e le due si riconciliano (For Good).
Elphaba decide di affrontare i cacciatori di streghe, assicurandosi prima che Glinda sia ben nascosta e non veda niente di quello che sta per accadere. Dorothy getta dell'acqua addosso a Elphaba, che si scioglie tra grida strazianti. La folla festante lascia il castello e festeggia a gran voce la morte della Strega cattiva, mentre Glinda la piange in cuor suo.
Inoltre, l'assistente-scimmia di Elphaba le consegna una bottiglietta verde che le apparteneva dalla nascita, unico cimelio della madre. Glinda ricorda di aver visto una bottiglia uguale solo nel castello del Mago. Si scopre quindi che egli era stato l'amante della madre di Elphaba, e quindi suo padre.
Al castello, nel frattempo, Fiyero, diventato uno Spaventapasseri, apre una botola nascosta da dove esce Elphaba, illesa. Il loro piano ha funzionato e ora sono liberi di ricominciare a vivere lontano da Oz, anche se non potranno mai dire la verità a Glinda (Finale).

## Personaggi
| Personaggio                | Registro vocale | Descrizione |
| -------------------------- | --------------- | --- |
| Elphaba                    | Mezzosoprano    | Protagonista. Anticonformista studentessa di stregoneria all'università di Shiz dalla pelle verde. Per i suoi atti rivoluzionari contro il mago di Oz (che in realtà è un imbroglione) viene soprannominata la malvagia Strega dell'Ovest. È innamorata di Fiyero ed è la figlia illegittima del Mago di Oz. |
| Glinda                     | Soprano         | Amabile e griffata strega buona del Nord, amica di Elphaba ai tempi di Shiz. È fidanzata con Fiyero. |
| Madame Morrible            | Contralto       | Sinistra direttrice dell'università di Shiz, collaboratrice del Mago. Grazie ai suoi poteri magici è in grado di controllare la situazione meteorologica. |
| Fiyero                     | Tenore          | Principe di una regione svogliata, ragazzo frivolo e superficiale, studente svogliato. La sua superficialità lo spinge a fidanzarsi con Glinda. Poi, accorgendosi dell'errore, fugge con Elphaba. Viene trasformato in uno spaventapasseri da Elphaba, affinché non possa essere ferito. |
| Il Meraviglioso Mago di Oz | Baritono        | Truffatore che, fintosi mago, viene eletto sovrano della Città di Smeraldi. Le sue mire imperialistiche e le sue leggi contro gli Animali lo portano a scontrarsi con Elphaba, sua figlia illegittima |
| Nessarose                  | Mezzosoprano    | Sorella disabile di Elphaba, è una potente maga. Segrega nel suo castello l'amato Boq, che non corrisponde, e il popolo la soprannomina la malvagia Strega dell'Est. Viene uccisa da Dorothy Gale che, con la sua casa, atterra su di essa, ereditandone le scarpette di Rubino, fonte del suo potere. |
| Boq                        | Tenore          | Studente di Shiz innamorato di Glinda. Ma, sotto consiglio della stessa, balla con Nessarose, sperando che Glinda lo noti per la sua disponibilità verso i malati. Nessarose, innamorata di Boq, lo fa rinchiudere nel suo castello, per stare sempre con lui. Egli, nonostante il passare degli anni, è ancora segretamente innamorato di Glinda e quando lo rivela a Nessarose, questa, tradita ed infuriata, scatena i suoi poteri magici contro di lui, per poi pentirsene. Elphaba riesce a salvare Boq, in fin di vita, rendendolo un Boscaiolo di Latta |
| Dottor Dillamond           | Baritono        | È un Animale (animali parlanti e pensanti) che insegna a Shiz. Le Leggi razziali del Mago di Oz causano la sua cattura. È il professore preferito di Elphaba. |

## Numeri musicali
Atto I
1. No One Mourns the Wicked (Nessuno piange i malvagi)
2. Dear Old Shiz (Cara vecchia Shiz)
3. The Wizard and I (Il mago ed io)
4. What Is This Feeling? (Che cos'è questo sentimento?)
5. Something Bad (Qualcosa di brutto)
6. Dancing Through Life (Danzando per la vita)
7. Popular (Popolare)
8. I'm Not That Girl (Non sono quella ragazza)
9. One Short Day (Soltanto un giorno)
10. A Sentimental Man (Un uomo sentimentale)
11. Defying Gravity (Sfidando la gravità)

Atto II
1. No One Mourns the Wicked (reprise) (Nessuno piange i malvagi (ripresa))
2. Thank Goodness (Grazie al Cielo)
3. The Wicked Witch of the East (La strega cattiva dell'est)
4. Wonderful (Meraviglioso)
5. I'm Not That Girl (reprise) (Non sono quella ragazza - ripresa)
6. As Long as You're Mine (Fin quando sarai mio)
7. No Good Deed (Nessuna buona azione)
8. March of the Witch Hunters (Marcia dei cacciatori di streghe)
9. For Good (Per sempre)
10. Finale

## Produzioni

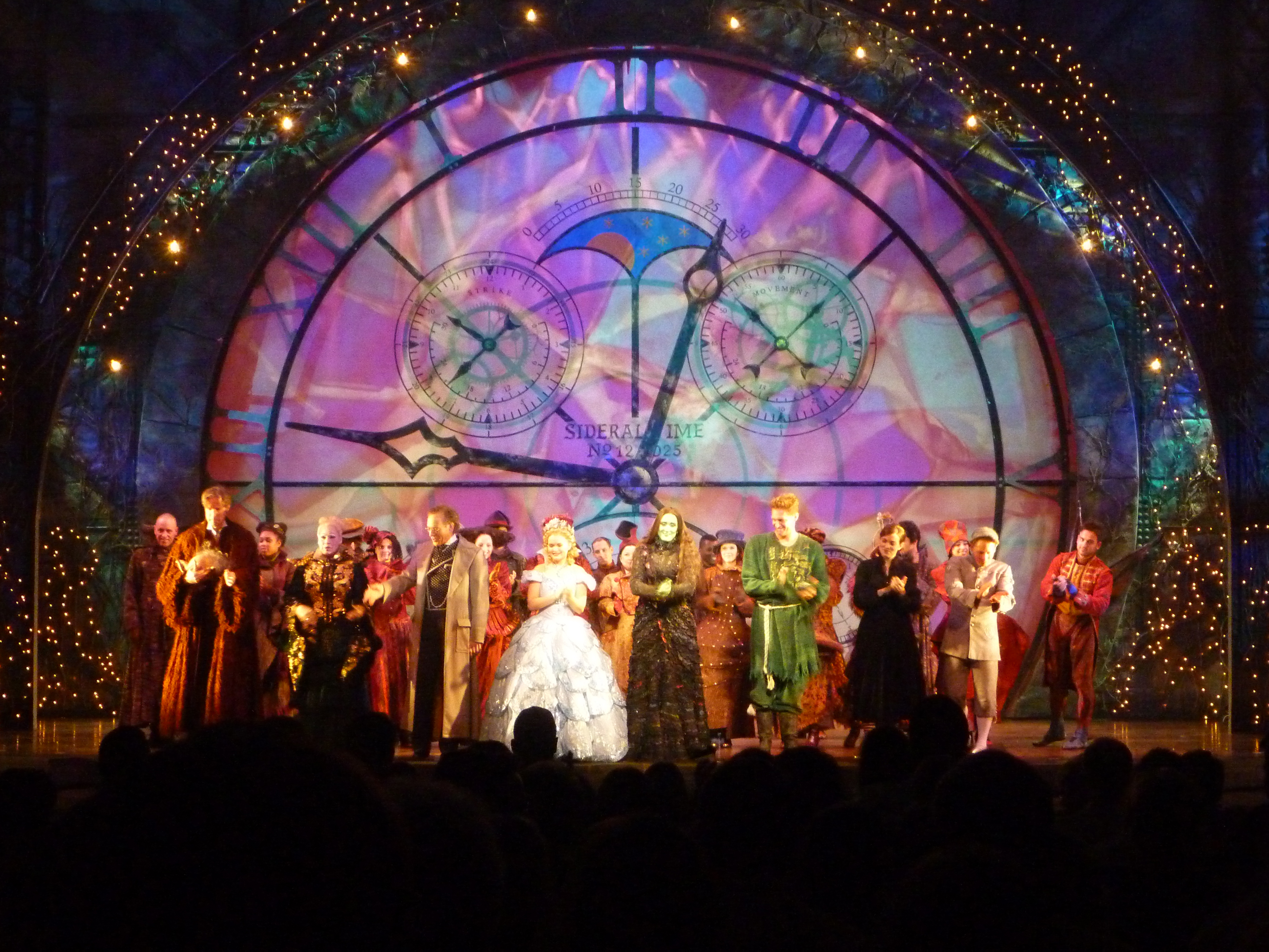
Produzione di Wicked all'Omaha Theater

La prima di Wicked si è svolta al Curran Theatre a San Francisco nel maggio del 2003. Il 30 ottobre del 2003 lo show si spostò a Broadway, al Gershwin Theatre, prodotto dalla Universal Pictures e diretto da Joe Mantello. Vedeva tra le sue stelle originali Idina Menzel (Elphaba), Kristin Chenoweth (Glinda), Joel Grey (Mago di Oz) e Norbert Leo Butz (Fiyero). Il musical originale comprendeva anche la canzone Making Good, eliminata in seguito. Anche se la produzione ha ricevuto delle critiche miste ed è stata bocciata dal The New York Times, ha dimostrato di essere uno degli show più apprezzati dal pubblico.
Wicked ha infranto i record al Box Office in tutto il mondo, raggiungendo il record di incasso a New York, Los Angeles, Chicago e St. Louis, ed il record per la più grande apertura nel West End di Londra (con un incasso nella prima ora di 100,000 sterline), avendo avuto oltre due milioni di spettatori. Lo show è stato nominato per dieci Tony Awards nel 2004, vincendo quello per la Miglior attrice protagonista in un musical (Menzel), Miglior scenografia e Migliori costumi. Ha inoltre vinto un Drama Desk Award ed un Olivier Award.
Lo spettacolo è rappresentato nel West End di Londra dal 27 settembre 2006. Nel 2007 ha aperto la versione giapponese a Tokyo e quella tedesca (Willemijn Verkaik come Elphaba) a Stoccarda. Nel 2008 è stata aperta una produzione australiana a Melbourne che si è spostata a Sydney nel 2010 ed è in Tour per l'Australia nel 2011. Una versione olandese ha debuttato il 6 novembre 2011, di nuovo con Willemijn Verkaik nel ruolo di Elphaba.

## Cast
| Anno | Broadway | West End |
| ---- | --- | --- |
| 2003 | - Elphaba: Idina Menzel - Glinda: Kristin Chenoweth - Mago: Joel Grey                                                                              | - |
| 2004 | - Elphaba: Idina Menzel / Eden Espinosa - Glinda: Jennifer Laura Thompson - Mago: George Hearn                                                     | - |
| 2005 | - Elphaba: Shoshana Bean - Glinda: Megan Hilty - Mago: Ben Vereen                                                                                  | - |
| 2006 | - Elphaba: Eden Espinosa - Glinda: Megan Hilty / Kate Reinders - Mago: Ben Vereen / George Hearn / Gene Weygandt                                   | - Elphaba: Idina Menzel - Glinda: Helen Dallimore - Mago: Nigel Planer                                                                             |
| 2007 | - Elphaba: Julia Murney - Glinda: Kendra Kassebaum - Mago: David Garrison                                                                          | - Elphaba: Kerry Ellis - Glinda: Dianne Pilkington - Mago: Nigel Planer                                                                            |
| 2008 | - Elphaba: Kerry Ellis - Glinda: Kendra Kassebaum - Mago: P.J. Benjamin                                                                            | - Elphaba: Alexia Khadime / Kerry Ellis - Glinda: Dianne Pilkington - Mago: Andy Mace / Desmond Barrit                                             |
| 2009 | - Elphaba: Nicole Parker / Dee Roscioli - Glinda: Alli Mauzey - Mago: P.J. Benjamin                                                                | - Elphaba: Alexia Khadime - Glinda: Dianne Pilkington - Mago: Sam Kelly                                                                            |
| 2010 | - Elphaba: Mandi Gonzalez - Glinda: Katie Rose Clarke - Mago: P.J. Benjamin                                                                        | - Elphaba: Rachel Tucker - Glinda: Louise Dearman - Mago: Clive Carter                                                                             |
| 2011 | - Elphaba: Teal Wicks / Jackie Burns - Glinda: Katie Rose Clarke - Mago: Tom McGowan                                                               | - Elphaba: Rachel Tucker - Glinda: Louise Dearman / Gina Beck - Mago: Clive Carter / Desmond Barrit                                                |
| 2012 | - Elphaba: Jackie Burns - Glinda: Chandra Lee Schwartz - Mago: P.J. Benjamin / Adam Grupper                                                        | - Elphaba: Rachel Tucker / Louise Dearman - Glinda: Gina Beck - Mago: Desmond Barrit                                                               |
| 2013 | - Elphaba: Willemijn Verkaik / Lindsay Mendez - Glinda: Ally Mauzey / Katie Rose Clarke - Mago: Adam Grupper - Fiyero: Derek Klena/ Justin Guarini | - Elphaba: Louise Dearman / Willemijn Verkaik - Glinda: Gina Beck / Savannah Stevenson - Mago: Keith Bartlett / Sam Kelly                          |
| 2014 | - Elphaba: Christine Dweyr/Caroline Bowman - Glinda: Jenni Barber/Kara Lindsay - Mago: P.J. Benjamin/Tom McGowan - Fiyero: Matt Shingledecker      | - Elphaba: Willemijn Verkaik / Kerry Ellis / Jennifer DiNoia - Glinda: Savannah Stevenson - Mago: Sam Kelly / Martin Ellis - Fiyero: Jeremy Taylor |
| 2015 | - Elphaba: Caroline Bowman/Rachel Tucker - Glinda: Kara Lindsay - Mago: P.J. Benjamin/Fred Applegate - Fiyero: Matt Shingledecker/Jonah Platt      | - Elphaba: Jennifer DiNoia / Emma Hatton - Glinda: Savannah Stevenson - Mago: Martin Ellis/Tom McGowan - Fiyero: Jeremy Taylor/Oliver Savile       |
| 2016 | - Elphaba: Rachel Tucker - Glinda: Kara Lindsay/Carrie St. Louis - Mago: Fred Applegate/Peter Scolari - Fiyero: Jonah Platt                        | - Elphaba: Emma Hatton / Rachel Tucker - Glinda: Savannah Stevenson / Suzie Mathers - Mago: Tom McGowan/Mark Curry - Fiyero: Oliver Savile         |
| 2017 | - Elphaba: Jackie Burns - Glinda: Amanda Jane Cooper - Fiyero: Ashley Angel Parker                                                                 | - Elphaba: Alice Fearn - Glinda: Sophie Evans |
| 2018 | - Elphaba: Jessica Vosk - Glinda: Amanda Jane Cooper                                                                                               | - Elphaba: Alice Fearn - Glinda: Sophie Evans |
| 2019 | - Elphaba: Hannah Corneau - Glinda: Ginna Claire Mason                                                                                             | - Elphaba: Nikki Bentley - Glinda: Helen Woolf |
| 2020 | - Elphaba: Lindsay Heather Pearce - Glinda: Amanda Jane Cooper                                                                                     | - Elphaba: Laura Pick - Glinda: Helen Woolf |
| 2021 | - Elphaba: Lindsay Heather Pearce - Glinda: Ginna Claire Mason                                                                                     | - Elphaba: Laura Pick - Glinda: Sophie Evans |
| 2022 | - Elphaba: Lindsay Heather Pearce / Talia Suskauer - Glinda: Brittney Johnson                                                                      | |

## Riconoscimenti

### Broadway
Broadway.com Audience Awards (2004)
- Miglior Musical (Vinto)
- Miglior attrice in un musical: Idina Menzel (Vinto)
- Più grande diva in un musical: Idina Menzel (Vinto)
- Miglior coppia in un musical: Idina Menzel e Kristin Chenoweth (Vinto)

Drama Desk Awards (2004)
- Miglior attrice in un musical: Idina Menzel (Nominato)
- Miglior attrice in un musical: Kristin Chenoweth (Nominato)
- Miglior libretto di un musical: Winnie Holzman (Vinto)
- Migliori costumi: Susan Hilferty (Vinto)
- Miglior regia di un musical: Joe Mantello (Vinto)
- Migliori luci in un musical: Kenneth Posner (Nominato)
- Migliori versi in un musical: Stephen Schwartz (Vinto)
- Migliori musiche: Stephen Schwartz (Nominato)
- Migliori orchestrazioni: William David Brohn (Nominato)
- Migliori scenografie: Eugene Lee (Vinto)

Drama League Awards (2004)
- Miglior attrice in un musical: Idina Menzel (Nominato)
- Miglior attrice in un musical: Kristin Chenoweth (Nominato)
- Miglior musical (Vinto)

Eddy Awards (2004)
- Migliori costumi: Susan Hilferty (Vinto)

Tony Awards (2004)
- Miglior attrice protagonista in un musical: Idina Menzel (Vinto)
- Miglior attrice protagonista in un musical: Kristin Chenoweth (Nominato)
- Miglior libretto di un musical: Winnie Holzman (Nominato)
- Migliori scenografie: Eugene Lee (Vinto)
- Migliori luci: Kenneth Posner (Nominato)
- Migliori costumi: Susan Hilferty (Vinto)
- Migliori coreografie: Wayne Cilento (Nominato)
- Miglior musical (Nominato)
- Migliori orchestrazioni: William David Brohn
- Migliore musica: Stephen Schwartz (Nominato)

Outer Critics Circle Awards (2004)
- Miglior attrice in un musical: Idina Menzel (Nominato)
- Miglior attrice in un musical: Kristin Chenoweth (Nominato)
- Miglior Musical di Broadway (Vinto)
- Migliori costumi: Susan Hilferty (Vinto)
- Migliori coreografie: Wayne Cilento (Nominato)
- Miglior regista: Joe Mantello (Nominato)
- Migliori luci: Kenneth Posner (Nominato)
- Migliori scenografie: Eugene Lee (Vinto)
- Miglior attore non protagonista in un musical: Joel Grey (Nominato)
- Miglior attrice non protagonista in un musical: Carole Shelley (Nominato)

Broadway.com Audience Awards (2005)
- Miglior sostituta: Shoshana Bean (Nominato)
- Miglior sostituta: Jennifer Laura Thompson (Vinto)
- Miglior sostituto: Joey McIntyre (Vinto)
- Miglior musical più longevo (Vinto)

Grammy Award (2005)
- Miglior album di un musical (Vinto)

Broadway.com Audience Awards (2006)
- Miglior sostituta: Eden Espinosa (Vinto)
- Miglior sostituta: Megan Hilty (Nominato)
- Miglior sostituta: Carol Kane (Nominato)
- Miglior sostituta: Rue McClanahan (Nominato)
- Miglior musical più longevo (Vinto)
- Miglior sostituto: Ben Vereen (Vinto)

Broadway.com Audience Awards (2007)
- Miglior sostituta: Julia Murney (Nominato)
- Miglior sostituto: Sebastian Arcelus (Nominato)
- Miglior musical più longevo (Vinto)

Broadway.com Audience Awards (2008)
- Miglior sostituta: Stephanie J. Block (Nominato)
- Miglior sostituta: Annaleigh Ashford (Nominato)
- Miglior musical più longevo (Nominato)

Broadway.com Audience Awards (2009)
- Miglior sostituta: Kerry Ellis (Vinto)
- Miglior sostituto: Aaron Tveit (Nominato)
- Miglior musical più longevo (Vinto)

Broadway.com Audience Awards (2010)
- Miglior sostituta: Mandy Gonzalez (Vinto)
- Miglior sostituto: Andy Karl (Nominato)
- Miglior musical più longevo (Vinto)

Broadway.com Audience Awards (2011)
- Miglior musical più longevo (Vinto)

## Adattamento cinematografico
Nel luglio 2008 si viene a sapere che la Universal Pictures si sarebbe occupata negli anni successivi di realizzare un film di Wicked con alla produzione anche Marc Platt, tra i finanziatori della versione teatrale. L'autorevole blog di cinema Deadline Hollywood affermò che erano in corso colloqui con quattro registi interessati a girare il film: J. J. Abrams, James Mangold, Rob Marshall e Ryan Murphy. Il 7 gennaio 2015 il produttore del musical teatrale Marc E. Platt aveva confermato la realizzazione dell'adattamento cinematografico, prevista inizialmente per il 2016.  
Dopo vari ritardi, la regia del film venne affidata a Jon M. Chu e i ruoli delle protagoniste Glinda ed Elphaba rispettivamente ad Ariana Grande e Cynthia Erivo. Ad aprile 2022, attraverso i canali social ufficiali dell’Universal Pictures, venne annunciato che la produzione del film sarebbe stata divisa in due pellicole in uscita nel Natale del 2024 e del 2025. La prima parte, Wicked, è uscita il 22 novembre 2024.